# Anton Flora
Anton Flora (26. dubna 1883 Glurns – 26. dubna 1883 Bolzano) byl rakouský lékař, epidemiolog a politik německé národnosti z Tyrolska, během revolučního roku 1848 poslanec Říšského sněmu.

## Biografie
Studoval lékařství v Padově, Praze a Vídni, v roce 1839 získal doktorský titul.
Působil jako lékař. Specializoval se na léčbu cholery. Prošel několika posty, včetně okresního soudního lékaře v Bolzanu (1849–1856), v roce 1858 se stal docentem epidemiologie na lékařské fakultě Vídeňské univerzity. V letech 1864–1875 působil v egyptské Káhiře.
Během revolučního roku 1848 se zapojil do veřejného dění. V doplňovacích volbách byl zvolen na ústavodárný Říšský sněm, kam nastoupil v únoru 1849 místo Ferdinanda Stöckla. Zastupoval volební obvod Nauders. Tehdy se uváděl coby lékař.
Zemřel v dubnu 1883 ve věku 72 let.